# Jaeger-LeCoultre

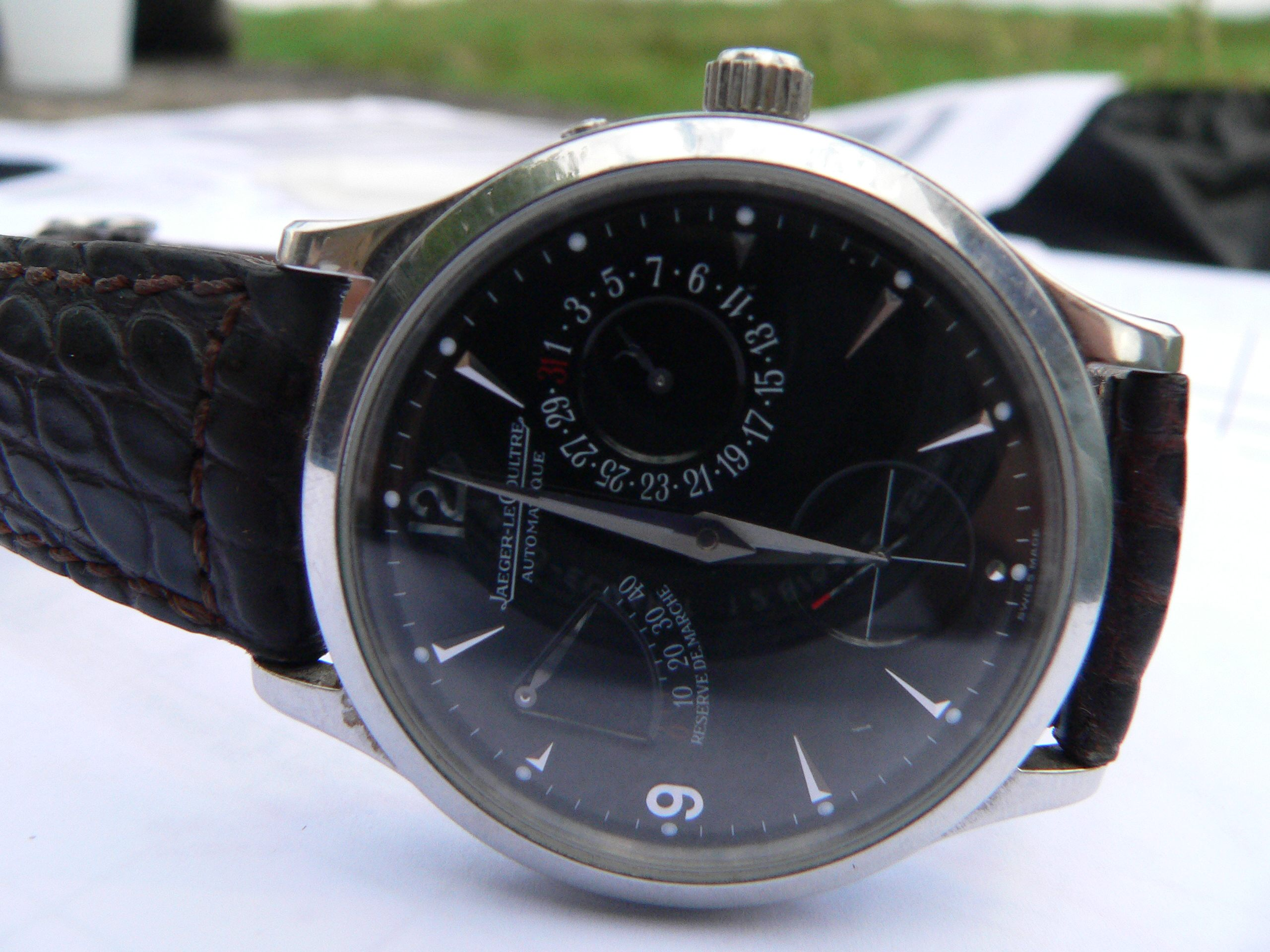
Um Jaeger-LeCoutre automático.

Jaeger-LeCoultre (pronúncia em francês: [jɛgɛʁ ləkultʁ]) é uma empresa de relojoaria de luxo sediada na localidade de Le Sentier, na Suíça, cuja fundação remonta à primeira metade do século XIX. A marca está na origem de centenas de invenções e de mais de mil calibres, dentre os quais figuram o de menor movimento do mundo, o relógio de pulso mais complicado do mundo e um relógio dotado de um movimento praticamente perpétuo. Hoje, a Jaeger-LeCoultre apresenta oito coleções de relógios e conduz parcerias em âmbitos tão variados quanto a preservação de oceanos, os esportes mecânicos e o polo. Desde 2000, a marca é uma filial 100% controlada pelo grupo suíço de artigos de luxo Richemont.

## História

### A família LeCoultre
Os mais antigos registros que atestam a presença da família LeCoultre na Suíça datam do século XVI. Abalado pelas perseguições religiosas que atingem os huguenotes, Pierre LeCoultre (cerca de 1530 – cerca de 1600) deixa Lizy-sur-Ourcq rumo a Genebra. Em 1558, ele obtém o título de "burguesia" de Genebra, mas, após um ano, deixa a cidade para adquirir um terreno no Vallée de Joux. Pouco a pouco, uma pequena comunidade se forma e o filho de Pierre LeCoultre constrói uma igreja na região em 1612. Esse evento marca a fundação da localidade batizada de Le Sentier, que hoje abriga a Manufatura da empresa.

### A Manufatura
Em 1833, pouco tempo após ter inventado uma máquina para cortar pinhões de aço , Antoine LeCoultre (1803-1881) funda um pequeno ateliê de relojoaria em Le Sentier, no qual ele aprimora suas habilidades para criar relógios de qualidade superior. Em 1844, ele inventa o instrumento de medição mais preciso do mundo, chamado "millionomètre" [ver seção 1.4.1]. Em 1847, ele cria um sistema que dispensa o uso de chaves para dar corda e ajustar um relógio [ver seção 1.4.2]. Quatro anos mais tarde, durante a primeira exposição universal em Londres, ele recebe uma medalha de ouro por seu trabalho sobre a precisão e a mecanização na relojoaria.
Em 1866, em uma época em que os diversos ofícios se encontravam dispersos em centenas de pequenos ateliês , Antoine e seu filho Elie LeCoultre (1842-1917) fundam a primeira manufatura do Vallée de Joux, a LeCoultre & Cie., que reúne todos os artesãos sob um único e mesmo teto. Assim, em 1870, a Manufatura desenvolve os primeiros procedimentos de fabricação parcialmente mecanizados para movimentos com complicação.
No mesmo ano, a Manufatura já empregava 500 pessoas. Em 1900, a Grande Maison do Vallée de Joux, como era conhecida na época, já havia criado mais de 350 calibres diferentes, dos quais 128 eram equipados com a função de cronógrafo e 99 com um mecanismo de repetição. De 1902 até os anos 1930, a LeCoultre & Cie. produziu a maioria dos esboços de relógios em nome da marca genebrina Patek Philippe.

### Jaeger-LeCoultre
Em 1903, Edmond Jaeger, relojoeiro parisiense e fornecedor oficial da marinha francesa, desafiou as relojoarias suíças a desenvolver e produzir os movimentos ultrafinos que ele havia inventado.
Jacques-David LeCoultre, neto de Antoine e responsável pela produção da LeCoultre & Cie., aceita o desafio e cria uma série de relógios de bolso ultrafinos. Em 1907, a LeCoultre & Cie. apresenta o relógio mais fino do mundo, equipado com um calibre LeCoultre Calibre 145 [ver seção 1.4.4]. No mesmo ano, o joalheiro Cartier, que figura entre os clientes de Jaeger, assina com este um contrato que estipula que todos os movimentos criados por Jaeger durante um período de 15 anos serão reservados com exclusividade para Cartier. Jaeger confia a fabricação desses movimentos a LeCoultre.
Como consequência dessa colaboração, a marca é oficialmente rebatizada como Jaeger-LeCoultre em 1937. Contudo, na América do Norte, os modelos da marca continuarão a ser vendidos com nome LeCoultre até 1985. Segundo os arquivos, o último movimento utilizado por um relógio LeCoultre americano foi enviado pela Manufatura de Le Sentier em 1976.
Certos colecionadores e revendedores mal informados divulgaram que a marca americana LeCoultre não tinha nenhuma ligação com a marca suíça Jaeger-LeCoultre. Essa confusão nasceu nos anos 1950. Na época, a distribuição dos relógios LeCoultre na América do Norte era realizada pelo grupo Longines-Wittnauer, encarregado também de distribuir os relógios da Vacheron Constantin. Os colecionadores confundiram o nome da distribuidora com o nome do fabricante. Segundo Zaf Basha, grande especialista na história da Jaeger-LeCoultre, o Galaxy, um misterioso relógio de luxo dotado de um mostrador cravejado de diamantes, foi fruto de uma colaboração entre a Vacheron Constantin e a LeCoultre para o mercado americano. Pode-se ler "LeCoultre" no mostrador e "Vacheron Constantin – LeCoultre" na caixa. O nome LeCoultre desapareceu definitivamente em 1985 para dar lugar ao nome Jaeger-LeCoultre.

### Invenções
Desde a fundação da Jaeger-LeCoultre, a marca produziu mais de 1.242 calibres diferentes, depositou cerca de 400 patentes e criou centenas de invenções.

#### "Millionomètre"
Inventado por Antoine LeCoultre em 1844, o "millionomètre" foi o primeiro instrumento da história capaz de medir micrómetros, permitindo, assim, o aperfeiçoamento da fabricação dos componentes dos relógios. Essa invenção nunca foi patenteada, pois, naquela época, a Suíça não possuía nenhum sistema de homologação oficial. Contudo, seu procedimento único de fabricação foi zelosamente guardado e empregado pela marca por mais de 50 anos. O "millionomètre" foi apresentado na Exposition Universelle de 1900 de Paris.

#### Relógio sem chave
Em 1847 Antoine LeCoultre inventa o relógio sem chave , dotado do primeiro sistema de ajuste de horas e de corda ao mesmo tempo simples e confiável. No lugar do dispositivo clássico, encontra-se um pequeno botão que ativa uma alavanca que permite passar de uma função à outra. Mais uma vez, a invenção não é patenteada e outros relojoeiros não demoram para empregar esse sistema.

#### Calibre 145 LeCoultre
Em 1907, o Calibre 145 LeCoultre estabelece o recorde de movimento mais fino do mundo, com apenas 1,38 mm de espessura. Ele é integrado a relógios de bolso que permanecem, até hoje, como os mais finos de sua categoria. De 1907 até os anos 1960, foram produzidos 400 exemplares desse movimento.

### Grandes complicações
Em 1866, pela primeira vez na história da relojoaria, a LeCoultre & Cie. começa a produzir calibres com pequenas complicações em volumes reduzidos. Em 1891, a manufatura cria um calibre munido de uma dupla complicação: cronógrafo e repetição de minutos.
Em meados dos anos 1890, a LeCoultre & Cie. desenvolve relógios com grandes complicações, que compreendem pelo menos três complicações clássicas, tais como o calendário perpétuo, o cronógrafo e a repetição de minutos.
Em 2004, a Manufatura cria o Gyrotourbillon I, seu primeiro relógio de pulso com grande complicação, munido de um turbilhão que gravita em torno de dois eixos e de um calendário perpétuo com dupla exibição retrógrada e equação do tempo "marchante".. Em 2006, a Jaeger-LeCoultre apresenta o Reverso grande complication à "tríptico", primeiro relógio na história no qual três mostradores são animados por um único movimento  Em 2009, a marca lança o relógio de pulso mais complicado do mundo, o Hybris Mechanica à Grande Sonnerie, munido de 26 complicações.

### Modelos históricos

#### Reverso
O reverso, cujo nome significa "eu giro em torno de mim mesmo" em latim, foi concebido em 1931 para resistir aos choques inerentes a uma partida de polo: a caixa pode girar ao redor de si mesma de modo a manter o mostrador protegido. Considerado com um objeto emblemático da estética Art Déco, o Reverso ainda é fabricado atualmente.

#### Duoplan
Em 1925, a LeCoultre & Cie. desenvolve o Calibre 7BF Duoplan LeCoultre a fim de conciliar miniaturização e precisão. Na época estavam em moda os relógios de pulso de pequenas dimensões. Muitas vezes, no entanto, faltava confiabilidade aos pequenos calibres. Criado por Henri Rodanet, diretor técnico dos Établissements Ed. Jaeger, o Duoplan foi disposto em dois níveis a fim de manter um equilíbrio comparável ao dos calibres de dimensões normais.
O Duoplan foi também um dos primeiros relógios de aço cravejados de pedras preciosas. Em 1929, seu vidro foi substituído por um vidro de safira, uma grande inovação na relojoaria. O Duoplan era segurado pela Lloyds of London e contava com um serviço especial de pós-venda. Era possível substituir um movimento avariado em poucos minutos. Podia-se até mesmo ler a seguinte frase na vitrine da loja Tyme, em Londres: "Seu relógio será consertado antes que você termine de fumar um cigarro".

#### Joaillerie 101
Após o Duoplan, a LeCoultre & Cie. apresenta, em 1929, o Calibre 101, cujos 74 componentes (atualmente, são 98) pesam somente cerca de 1 grama. Trata-se, ainda hoje, do menor movimento mecânico do mundo. Em 1930, aparece a segunda coleção de relógios equipados com o Calibre 101: a série Joaillerie 101 Étrier. Em 1953, a rainha Elizabeth II da Inglaterra usa o relógio de pulso Jaeger-LeCoultre Calibre 101 no dia de sua coroação.

#### Atmos

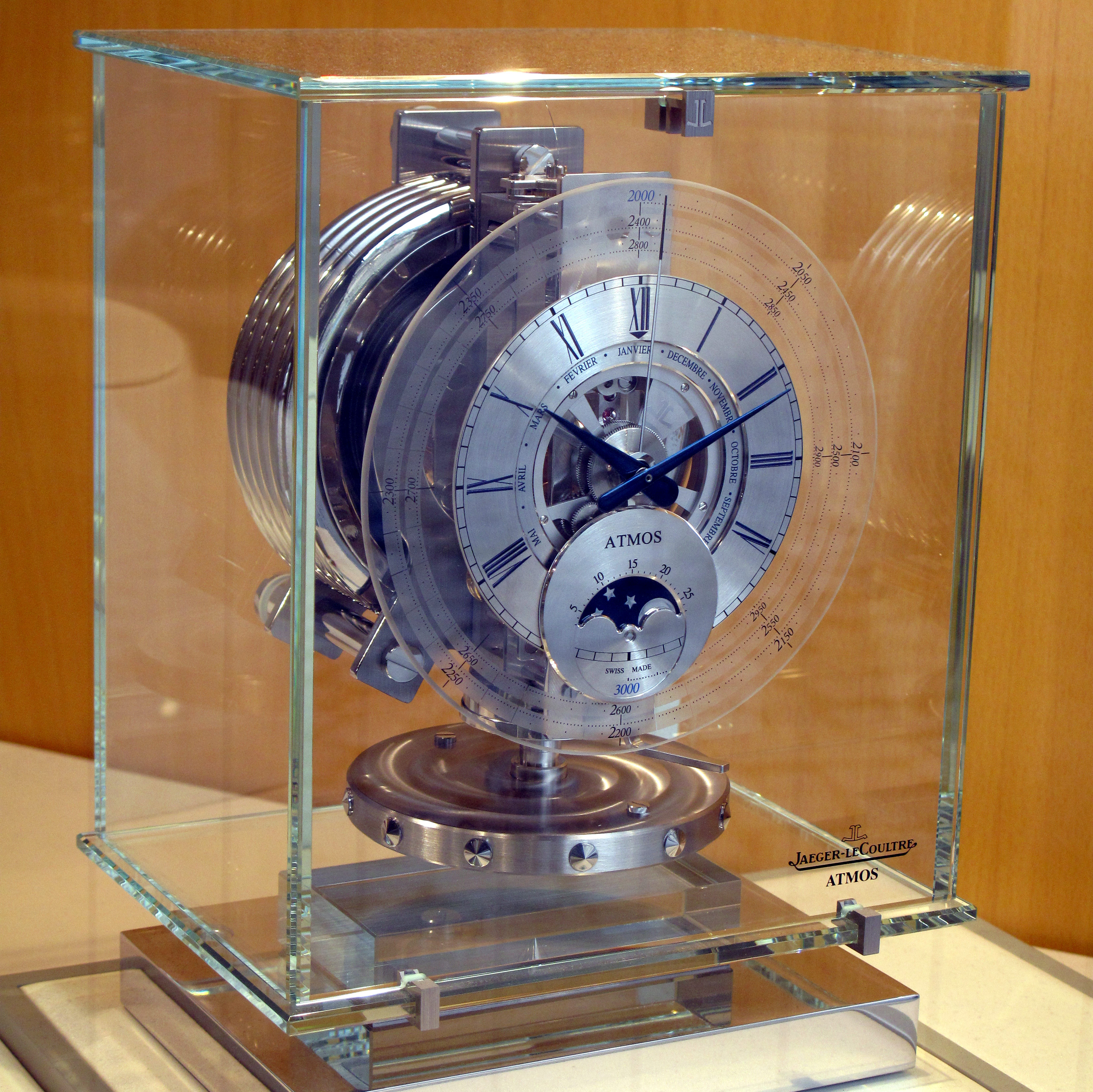
Relógio de pêndulo Atmos

O relógio de pêndulo Atmos possui um movimento quase perpétuo que não requer nenhuma intervenção humana e praticamente nenhuma energia. Inventado pelo engenheiro suíço Jean-Léon Reutter em 1928 em Neuchâtel, o Atmos foi adotado em 1950 pelo governo suíço como presente oficial a visitantes ilustres. A versão original, patenteada em 1928 e conhecida atualmente pelo nome de Atmos 1, foi comercializada pela Compagnie Générale de Radiologie (CGR) em 1930.
Suas patentes foram compradas pela Jaeger-LeCoultre na França em 1936 e na Suíça em 1937. Em seguida, a Jaeger-LeCoultre passará dez anos aperfeiçoando o relógio de pêndulo antes de produzi-lo, a partir de 1946, em sua forma atual.
Em 1988, a agência de design Kohler & Rekow cria um gabinete em  edição limitada a dois exemplares para o relógio de pêndulo. Em 2003, a Manufatura desenvolve o Atmos Mystérieuse, animado pelo Calibre 583 Jaeger-LeCoultre, que abriga 1460 componentes.

#### Memovox
Em 1950, a Manufatura apresenta o Memovox, ou "voz da memória" em latim. Seu surpreendente mecanismo pode ser utilizado como alarme durante a manhã ou como alerta para compromissos. Os primeiros modelos com corda manual eram dotados de um Calibre 489 Jaeger-LeCoultre.
Em 1956, um Memovox equipado com um Calibre 815 Jaeger-LeCoultre se torna o primeiro relógio de corda automática com alarme na história da relojoaria. Pouco tempo mais tarde, a marca celebra seu 125º aniversário com a apresentação do Memovox Worldtime. Em 1959, a Jaeger-LeCoultre lança o Memovox Deep Sea, que possui um alarme especial para indicar aos mergulhadores o momento de retornar à superfície. Em 1965, a Manufatura patenteia uma versão do Memovox Polaris com fundo triplo, que amplifica o sinal sonoro debaixo da água.
Esse modelo inspirará, em seguida, as coleções Master Compressor e AMVOX. Ele será reeditado em 2008 com o nome de Memovox Tribute to Polaris.

#### Geophysic
Em homenagem ao Ano Internacional da Geofísica de 1958, a Jaeger-LeCoultre cria um relógio resistente à água, aos choques e aos campos magnéticos. O cronômetro Geophysic foi proposto por Jules-César Savary, relojoeiro de longa data da Jaeger-LeCoultre, com o objetivo de contribuir para as pesquisas científicas na Antártica. Animado por um Calibre 478BWS Jaeger-LeCoultre, o relógio era equipado com 17 rubis, uma espiral Breguet, uma mola reguladora sobre a ponte do balanço, um amortecedor e um balanço de Glucydur ®. No ano de seu lançamento, o cronômetro Geophysic foi oferecido a William R. Anderson, capitão do USS Nautilus (SSN-571), o primeiro submarino nuclear americano a ligar os oceanos Pacífico e Atlântico através do Polo Norte.

## Coleções

### Reverso
(Ver detalhes em #Reverso)

### Master
Atualmente, com exceção do Calibre 101 e do relógio de pêndulo Atmos, todos os modelos da Jaeger-LeCoultre são submetidos ao "teste das mil horas".
Esse teste, inaugurado com a série Master Control em 1992, visa otimizar a confiabilidade e a precisão ao submeter cada relógio finalizado a uma bateria de seis testes que se estendem por um total de mil horas, ou cerca de seis semanas. Outras linhas Master foram lançadas em seguida: Master Ultra-Thin, Master Grande Tradition e Master Extreme.

#### Master Compressor
A linha Master Compressor associa caixas de alta tecnologia a movimentos de alta relojoaria. A linha Master Compressor, que pertence à coleção Master Extreme, deve seu nome a sua chave de compressão, fruto de pesquisas da Jaeger-LeCoultre, que garante a perfeita estanqueidade da caixa. Criada em 2002, ela possui um design inspirado no modelo Memovox Polaris, de 1965.
O modelo Master Compressor Extreme LAB é anunciado pela Jaeger-LeCoultre como o primeiro relógio do mundo a funcionar sem lubrificação. Ele é equipado com o mais sofisticado movimento de cronógrafo da marca. Capazes de resistir a condições extremas, os relógios Master Compressor Navy SEALs ® são utilizados pelas tropas de elite da marinha americana.

### Duomètre
Inspirada em um cronômetro fabricado em 1880 , a linha Duomètre se apoia no movimento Dual-Wing, composto por dois mecanismos independentes sincronizados por um único órgão regulador. Cada mecanismo possui uma fonte de energia individual e uma engrenagem própria. O primeiro deles é dedicado à alimentação constante do balanço, ao passo que o segundo é consagrado ao controle das funcionalidades. Assim, o relógio é capaz de manter uma regularidade de corda de um sexto de segundo e de assegurar a precisão da função cronométrica sem levar à desativação de nenhuma de suas complicações.

### Rendez-vous
A linha Rendez-Vous é uma coleção exclusivamente feminina. Ela é inspirada na série Master Control e se distingue pelas caixas arredondadas, pelos mostradores com marchetaria de madrepérola e pelos diamantes cravejados.
O modelo Rendez-Vous Night & Day é equipado com um movimento mecânico com corda automática. São notáveis o indicador dia/noite, que faz desfilar o sol e a lua em uma janela situada na posição das 6 horas, e a luneta cravejada de diamantes. O modelo Rendez-Vous Tourbillon, de maiores dimensões, abriga uma gaiola giratória que reduz os efeitos da gravidade. Existe uma versão desse modelo com uma janela para a data.

### AMVOX
Inspirados pelos mostradores Jaeger que equipavam os painéis de bordo da Aston Martin nos anos 1920, a Jaeger-LeCoultre e a Aston Martin retomaram sua parceria em 2004 para criar a coleção AMVOX, cujo design presta homenagem aos esportes mecânicos. Essa coleção se distingue por seus mostradores inclinados em 270°, o que remete aos instrumentos de medição daquela época pela presença das cores emblemáticas do fabricante de carros e pelo acabamento acetinado do mostrador, que evoca o aspecto de um freio a disco, além da coroa, desenhada à imagem das tampas dos tanques da Aston Martin.
O modelo AMVOX2 Grand Cronograph dispõe de um cronógrafo mecânico patenteado com ativação vertical por básculo na caixa, que substitui os botões geralmente utilizados para marcar os intervalos de tempo.

### Atmos
O relógio de pêndulo Atmos possui um movimento quase perpétuo que não requer nenhuma intervenção humana e praticamente nenhuma energia. A energia é extraída a partir de pequenas variações da temperatura e da pressão atmosférica no ambiente. Assim, o movimento pode funcionar durante vários anos sem qualquer manipulação externa. O mecanismo de corda é constituído de uma cápsula preenchida com uma mistura de gases termossensíveis. Graças a ela, uma variação de apenas um grau é suficiente para fornecer ao relógio de pêndulo uma autonomia de corda de aproximadamente dois dias.
Seu balanço, suspenso por um fio de liga de aço mais fino que um fio de cabelo, descreve duas alternâncias por minuto. Sua engrenagem não requer lubrificação. O relógio de pêndulo Atmos é conhecido por sua precisão. Por exemplo, o modelo com fase lunar terá apenas um dia de atraso a cada 3821 anos.

### Hybris Mechanica
A coleção Hybris Mechanica é reservada para as grandes complicações da Jaeger-LeCoultre. Cada modelo se singulariza por uma complicação específica. O Duomètre Sphérotourbillon é dotado de um turbilhão ajustável com a precisão dos segundos. O relógio Reverso Répétition Minutes à Rideau possui uma cortina de repetição de minutos que funciona como uma terceira face e cobre um dos dois mostradores. O Master Grande Tradition Grande Complication abriga um turbilhão voador que observa o ritmo dos fenômenos celestes e indica as horas siderais. Sua repetição de minutos comporta gongos de catedral. O relógio Hybris Mechanica à Grande Sonnerie é o primeiro relógio de pulso cujos gongos reproduzem integralmente a melodia do carrilhão do Big Ben. O Reverso Gyrotourbillon 2 retoma o princípio do turbilhão esférico em um relógio de caixa reversível com espiral cilíndrica. O Master Compressor Extreme LAB é o primeiro relógio sem lubrificação. O Gyrotourbillon 1 é munido de um turbilhão que evolui em três dimensões para compensar os efeitos da gravidade em todas as posições.

### Haute Joaillerie
A coleção Haute Joaillerie reúne relógios que são enriquecidos pelas artes decorativas e constituídos de pedras e metais preciosos. No começo de 2013, essa coleção já contava cinco modelos: o Joaillerie 101 Feuille, o Joaillerie 101 Résille, o Grande Reverso 101 Art Déco, o Montre Extraordinaire La Rose e o Master Gyrotourbillon 1.

## Parcerias

### UNESCO
A Jaeger-LeCoultre e o International Herald Tribune juntaram suas forças para apoiar o programa marinho do Patrimônio Mundial da UNESCO. Essa parceria visa financiar um dos principais programas do Patrimônio Mundial e oferecer a ele uma maior exposição midiática a fim de favorecer a inscrição de novos sítios marinhos e a aplicação de medidas de proteção para os 46 sítios já registrados. A cada ano, o programa e os sítios listados são temas de artigos nas versões impressa e online do International Herald Tribune, em uma ação que busca valorizar essa parceria.

### Responsible Jewellery Council
Em outubro de 2011, a Jaeger-LeCoultre obteve o certificado do Responsible Jewellery Council (RJC), organismo encarregado de zelar pela realização de práticas responsáveis na ramo da joalheria. Essa certificação é concedida às marcas que respondem aos padrões éticos, sociais e ambientais estabelecidos pelo Código de Práticas do Responsible Jewellery Council.

### Aston Martin
Em 2004, a Jaeger-LeCoultre se associa à Aston Martin para lançar o AMVOX1, o relógio masculino Aston Martin Jaeger-LeCoultre. O design desse relógio presta homenagem aos 70 anos de história comum entre as duas marcas. O painel de bordo do Aston Martin LM 1,5 L, vencedor de várias corridas internacionais nos anos 1930, era equipado com instrumentos de medição criados pela Jaeger-LeCoultre.

### VALEXTRA
Em 2012, em parceria com a firma italiana de marroquinaria VALEXTRA, a Jaeger-LeCoultre lança o modelo feminino Reverso com uma pulseira com volta dupla.

### Jaeger-LeCoultre e a equitação
Desde 1931, a Jaeger-LeCoultre mantém laços estreitos com os esportes hípicos, tendo o Polo Club de Veytay como um de seus parceiros.